# Pedro de Hinojosa
Pedro Alonso de Hinojosa (Trujillo, Cáceres, ? -  Potosí, ca. 1553), fue un conquistador español que mantuvo sus lealtad a los Pizarro mientras estos no se levantaron contra la Corona, pero una vez que entendió que la posición adoptada por sus superiores no tenía visos de legalidad, cambió de rumbo y se reintegró a la lealtad de la Corona.

## Biografía
Pedro de Hinojosa había nacido en Trujillo (Cáceres) y murió en Potosí hacia el año 1553. Había llegado al Perú en compañía de Martín de Chaves en 1534 para participar en la conquista y posteriormente se avecindaba en Cuzco. Cuando el 6 de mayo de 1536 se produjo la rebelión incaica y los ejércitos de Manco Inca atacaban e incendiaban Cuzco, Hinojosa se encontraba en la ciudad y era lugarteniente de Hernando Pizarro, quien tenía a su cargo la gobernación del Cuzco 
En esos días, Diego de Almagro regresaba de su fracasada expedición a Chile, e intentó apoderarse del Cuzco por la fuerza, alegando que aquella ciudad entraba dentro de los límites de su gobernación. Encarceló a Hernando y a Gonzalo Pizarro, y Pedro de Hinojosa después de estar preso unos días, consiguió escapar. La disputa sobre límites y las pretensiones de Almagro daban lugar a la batalla de las Salinas, donde este sería vencido y ajusticiado poco tiempo después.

## General de escuadra
En la batalla de las Salinas, celebrada en abril de 1538 y en contra de los almagristas, Pedro de Hinojosa pelearía del lado de las fuerzas reales. Después de este episodio, Hinojosa pasaba al servicio de Gonzalo Pizarro que le nombraba capitán de su guardia y al poco tiempo lo nominaba como general de su escuadra. Pasaron los años y se sucedieron una serie de hechos y enfrentamientos provocados por las rivalidades entre conquistadores; hechos que se agravaron con la aplicación de las Leyes Nuevas que alterarían el orden en todo el territorio americano y con más virulencia en el peruano.
Después de la prisión y muerte del virrey Blasco Núñez Vela en la batalla de Añaquito, Gonzalo Pizarro se convertía en el líder absoluto del Virreinato del Perú, y obrando a su antojo no acataba las leyes de la Corona y pretendía desconocer el mandato real. Ante este desacato, la Corona enviaba a don Pedro de La Gasca para restaurar la autoridad real en el territorio peruano.
Como Panamá era el punto de llegada para acceder al Pacífico, antes de que la Corona tomara providencias en el asunto peruano, Gonzalo Pizarro había enviado una flota al mando de Hernando de Bachicao, para tomar Panamá con objeto de impedir que las fuerzas reales estorbasen los planes caudillistas de Gonzalo. Pero Bachicao se extralimitó en su cometido y tomó las ciudades de Panamá y Nombre de Dios, que durante cuatro meses las gobernó a su antojo, cometiendo tropelías hasta que llamado por Gonzalo, a principios de 1545, regresaba a socorrerlo con 26 naves y más de 500 hombres.
.

## Hinojosa en Panamá
Cuando Gonzalo venció al virrey Núñez Vela en la batalla de Añaquito, seguía con su táctica de mantener en Panamá una fuerza para taponar el paso hacia el Perú. Entonces descartó a Bachicao por su tirano comportamiento y mandó a Pedro de Hinojosa, con 22 naves, a fin de impedir a la Corona que allegara refuerzos para atajar las pretensiones de Gonzalo. Hinojosa tuvo un comportamiento más humano con la población panameña y se granjeó enseguida el afecto del pueblo.
Los sucesos del Perú tomaban fuerza y requerían una pronta solución; la Corona se propuso atajarlos de raíz y para tal cometido escogió al personaje más idóneo, Pedro de La Gasca, que con su capacidad y sus dotes persuasorias iba a resolver el problema con máxima diligencia. Este clérigo llegaba a Panamá en 1546 y lo primero que hizo fue atraerse a Hinojosa que, convencido de la tozudez de Gonzalo, le entregó la flota y se pasó a las fuerzas reales, con todos los efectivos que había traído de Perú. Este hecho marcaba el declinar de Gonzalo Pizarro.
Hinojosa eran nombrado por La Gasca capitán general y a finales de noviembre de 1546 los efectivos salían hacia Túmbez, después pasaban a Cajamarca y finalmente recalaban en Jauja, donde Hinojosa estableció su cuartel general. Días después se sumaban a los ejércitos de La Gasca y daban la batalla de Jaquijaguana donde las fuerzas pizarristas eran vencidas y ajusticiado Gonzalo Pizarro y otros insurrectos. Hinojosa formaba parte de la junta que condenó a los culpables.

## Muerte de Hinojosa
Como después de que Hinojosa había peleado contra la rebeldía de los encomenderos no se sentía muy seguro de su decisión opositora, ahora se le presentaba el dilema de sumarse a los que seguían insistiendo en la rebeldía. Este dubitativo comportamiento no sentó bien en las filas de la Corona, y para atraerlo a la causa realista, el virrey del Perú Antonio de Mendoza, al llegar a Lima en 1551, lo nombraba gobernador y capitán general de la provincia de Charcas.
Algún tiempo después Hinojosa tomaba posesión de su cargo y se establecía en Potosí donde la rebelión encomendera aún seguía latente. Pedro de Hinojosa intentó apaciguar los ánimos y hasta logró atraerse a varios capitanes rebeldes, pero uno de ellos, Sebastián de Castilla, no hubo forma ni manera de hacerlo desistir de sus intenciones sediciosas.
El tal Sebastián armó un complot para asesinar a Hinojosa y escogió para tal felonía a varios de sus secuaces entre los que se encontraban dos de los españoles más rebeldes de los que habían llegado al Perú y que ya Hinojosa los había echado de nombre de Dios por las tropelías que cometieron. Estos dos eran Melchor Verdugo y Lope de Aguirre (el tirano que protagonizó la tragedia del río Amazonas). El 5 de mayo de 1553 los secuaces de  Sebastián asaltaban la casa de Hinojosa y cobardemente lo asesinaban.
| Predecesor: Diego Rodríguez de Figueroa | Alcalde ordinario del Cuzco Primer voto 1540 - 1541 | Sucesor: Diego de Silva y Guzmán |